# José Artur de Sousa Martinho Simões
José Artur Martinho Simões é professor catedrático aposentado da Faculdade de Ciências da Universidade de Lisboa. Os seus interesses científicos situam-se na área da energética molecular. Obteve o doutoramento em Engenharia Química no Instituto Superior Técnico, em 1981, e realizou um pós-doutoramento no California Institute of Technology, EUA (1982-83). Em 1988-89, foi visiting research officer no National Research Council of Canada e, em 1996-97, foi guest researcher no National Institute of Standards and Technology, EUA. Foi secretário-geral e presidente da Sociedade Portuguesa de Química. Foi diretor do Instituto de Tecnologia Química e Biológica (ITQB) da Universidade Nova de Lisboa (2008-11) e diretor da Faculdade de Ciências da Universidade de Lisboa (2014-18). Recebeu o Prémio Ferreira da Silva da Sociedade Portuguesa de Química em 2006. Foi membro da Sociedade Portuguesa de Química; da Royal Society of Chemistry, UK; da Sociedade Brasileira de Química, Brasil; e da American Chemical Society, USA.

## Biografia
José Artur Martinho Simões nasceu em Lisboa a 10 de Março de 1952. 
É pai de três filhas e avô de três netos (1 neta e 2 netos).

## Carreira Científica
Licenciou-se em Engenharia Química (Química e Processos) no Instituto Superior Técnico, em 1975, com 16 valores. Ainda durante a licenciatura iniciou a actividade lectiva como Monitor do Departamento de Química-Física do IST, (1973-1975). No final da licenciatura passou a Assistente Eventual do mesmo Departamento (1975-1977), e Assistente (1977-1981).
Foi Professor Auxiliar do Departamento de Engenharia Química do IST (1981-1987). Nesse período deu aulas como professor de Termodinâmica na Academia da Força Aérea Portuguesa (1981-1982) e num curso de mestrado do Instituto de Química da Universidade Estadual de Campinas (UNICAMP), S. Paulo, Brasil (1985).
Passou a Professor Associado do Departamento de Engenharia Química do IST em 1987 lugar que manteve até 1993, tendo em 1988 feito as suas provas de Agregação.
Mudou-se em 1993 para a Faculdade de Ciências da Universidade de Lisboa como Professor Catedrático do Departamento de Química e Bioquímica, lugar que manteve até 1 de junho de 2019, quando se aposentou. 
Em 2008 passou a ser também Professor Catedrático Convidado do Instituto de Tecnologia Química e Biológica, Universidade Nova de Lisboa, lugar que manteve até 2017.
Foi ainda Guest Researcher, no National Institute of Standards and Technology (USA), 1996-1997; Visiting Research Officer, no National Research Council of Canada, 1988-1989; e Visiting Associate, no California Institute of Technology (USA), 1982-1983.

## Prémios e Distinções
Prémio Ferreira da Silva da Sociedade Portuguesa de Química (2006).
Sócio Honorário da Sociedade Portuguesa de Química (2017)

## Orientações académicas
De entre as suas orientações destacam-se os 15 doutoramentos que orientou.
Apresenta-se na figura a sua árvore de descendentes científicos.

## Livros
Publicou vários livros que versam desde assuntos mais técnicos a grande divulgação da ciência (lista abaixo) tendo ainda escrito 11 capítulos de livros de natureza maioritariamente científica.
•	Energetics of Organometallic Species. J. A. Martinho Simões, Editor. Kluwer Academic Publishers, Dordrecht, 1992.
•	Energetics of Organic Free Radicals. J. A. Martinho Simões, J. F. Liebman, A. Greenberg, Editors. Structure, Energetics and Reactivity in Chemistry Series (SEARCH Series), J.F. Liebman, A. Greenberg, Series Editors, Vol. IV, Blackie, London, 1996.
•	Perfil da Investigação Científica em Portugal. Química, Engenharia Química e Biotecnologia. J. A. Martinho Simões (Coordenação Científica). Observatório das Ciências e das Tecnologias, Lisboa, 1999.
•	Guia do Laboratório de Química e Bioquímica. J. A. Martinho Simões, M. A. R. Botas Castanho, I. M. S. Lampreia, F. J. V. Santos, C. A. Nieto de Castro, M. F. Norberto, M. T. Pamplona, L. Mira, M. M. Meireles. Lidel, Lisboa, 2000.
•	Guia do Laboratório de Química e Bioquímica (2ª edição). J. A. Martinho Simões, M. A. R. Botas Castanho, I. M. S. Lampreia, F. J. V. Santos, C. A. Nieto de Castro, M. F. Norberto, M. T. Pamplona, L. Mira, M. M. Meireles. Lidel, Lisboa, 2008.
•	Molecular Energetics: Condensed-Phase Thermochemical Techniques. J. A. Martinho Simões, M. E. Minas da Piedade. Oxford University Press: New York, 2008.
•	Guia do Laboratório de Química e Bioquímica (3ª edição)., J. A. Martinho Simões, M. A. R. Botas Castanho, I. M. S. Lampreia, F. J. V. Santos, C. A. Nieto de Castro, M. T. Pamplona, M. E. Minas da Piedade. Lidel, Lisboa, 2017.
•	Anatomia das Moléculas. J. A. Martinho Simões. Imprensa da Universidade de Lisboa, 2019.